# Blue Demon (série de televisão)
Blue Demon é uma série de televisão produzida pela Teleset para a Televisa e Sony Pictures Television.
A série é baseada na vida do lutador e ator Blue Demon. Em 11 de novembro de 2016, a série foi publicada na plataforma Blim a primeira temporada é composta de 20 episódios. A série  é estrelada por Tenoch Huerta como Blue Demon e Ana Brenda Contreras como Goyita.
A série estreou em 15 de janeiro de 2017, nos Estados Unidos, na UniMás e terminou em 15 de julho de 2017.

## Enredo
Esta é a história de Blue Demon, de sua origem, sua vida e sua lenda. Mas também o de Alejandro Muñoz, o homem forte e perseverante que teve que percorrer uma estrada cheia de obstáculos para a luta de sua vida, de seu imenso amor por Goyita, a mulher de sua vida, e como, após coroar-se campeão, Ao tocar o céu por um momento, ele descobre que ainda tem um desafio maior: recuperar o homem sob a máscara.

## Elenco

### Ator/Atriz
- Tenoch Huerta como Alejandro Muñóz / Blue Demon
- Ana Brenda Contreras como Gregoria Vera / Goyita
- Joaquín Cosio como Ignácio Vera
- Ianis Guerrero como Carlos Cruz
- Silverio Palacios como Tío Crescencio
- Tomás Goro como Efraín Larrañaga
- Alejandro de Marino, como Franklin Fernández
- Arturo Carmona como Ala Dorada
- Andrés Almeida como Guillén
- José Sefami
- Gloria Stalina como Fina
- Ana Layevska como Silvia Garza
- Juan Pablo Medina como Médico Buelna
- María Nela Sinisterra
- Diana Lein como Rosario Castro
- Felipe Nájera como Madariaga

### Recorrente
- Arnulfo Reyes Sánchez como sua eco López
- César René Vigné como Calavera
- Harding Júnior como Macumbo
- Nacho Tahhan como Daniel Porier

## Prêmios e indicações
| Ano  | Prêmio             | Categoria             | Nomeado              | Resultado |
| ---- | ------------------ | --------------------- | -------------------- | --------- |
| 2017 | Prêmios TVyNovelas | Melhor Série          | Daniel Ucros         | Indicado  |
| 2017 | Prêmios TVyNovelas | Melhor Atriz em Série | Ana Brenda Contreras | Venceu    |
| 2017 | Prêmios TVyNovelas | Melhor Ator em Série  | Tenoch Huerta        | Indicado  |